# Sabine van Baaren
Sabine van Baaren (* 12. April 1960 in Baarn, Niederlande) ist eine niederländische Musikerin, Sängerin, Komponistin und Heilerin.

## Leben
Sabine van Baarens Vater Hans war Produzent von Herman van Veen, für den sie als Kind zu Plattenaufnahmen verpflichtet wurde. Sie ist zu hören bei De boer uit Zwitserland und De Lindelaan sowie bei einem Duett mit der Sängerin Corry Brokken, Is het heus.
Nach ersten Tourneen und einer Plattenproduktion mit eigenen Songs im A-cappella-Projekt Vocaleros veröffentlichte sie 2006 ihre erste Solo-CD Whatever Comes mit Gästen wie Charlie Mariano (Saxofon), Bert Smaak (Schlagzeug), Stephan Scheuss (Chor) und Mathias Krauss (Keyboards und Produzent). 2005 brachte sie mit dem Komponisten Mark Joggerst das Projekt „A WA KE“ auf die Bühne. Die erste gemeinsame CD Remember Who You Are wurde Ende 2009 veröffentlicht. Im Januar 2013 erschien eine Single des Duos, Mother Earth. Die CD wurde im Neon Media Studio in Köln aufgenommen.
Das Duo Sabine van Baaren und Mark Joggerst beschäftigt sich auch mit Heilklängen und meditativer und intuitiver Musik. Die dritte CD Visions and Dreams ist im Januar 2015 erschienen. Gastmusiker sind Oliver Wenhold (Cello), Naomi Binder (Viola und Violine), Bert Smaak (Schlagzeug), Gerrit Winter (Background), Emanuel Stanley und Bernd Keul (Bass). Van Baaren führt sogenannte „Heilsitzungen“ mit intuitivem Gesang durch und ist Protagonistin im Film und Buch „Die Heiler“ von Wolfgang T. Müller.
Seit 2017 ist van Baaren Botschafterin für das Friedensprojekt Das Weisse Herz.

## Diskografie
- Playing Games Playing Games (1986)
- Pe Werner Los! (1993)
- Vocaleros: Vocaleros (1997)
- Vocaleros: Yé Yé (1998)
- Solo-CD Whatever Comes (2005)
- Beyond the notes (Jon Lord and the gemini Orchestra), Live Concert Köln DVD (2004)
- A WA KE: Remember Who You Are (2009)
- Die Heiler (Film und Buch von Wolfgang T. Müller), Der Weg vom Heiler zur Heilung – Buch & DVD (2012)
- A WA KE: Mother Earth (2013)
- Joggerst van Baaren: Visions and Dreams (2015) Doppel-CD.
- Solo-CD Améha Chants (2018)
- Joggerst van Baaren: Free of Time (2024) Single version and acoustic version (long)